# 義大利大腦腐蝕

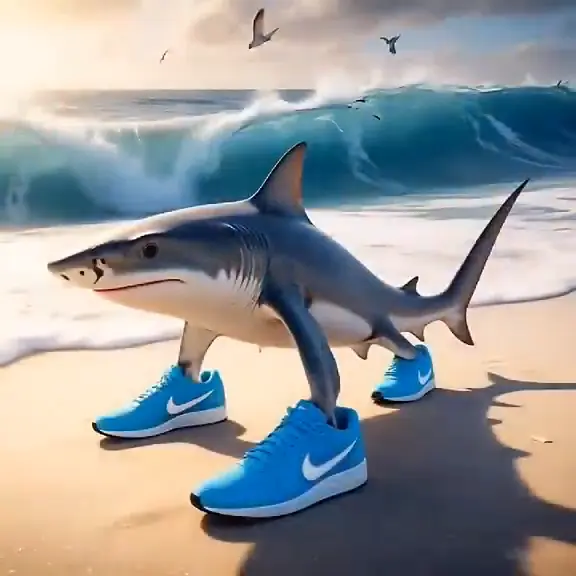
Tralalero Tralala，一條有三条腿、穿著Nike鞋子的鯊魚

義大利大腦腐蝕（英語：Italian Brainrot），在中国大陆互联网中亦被戏称为“AI山海经”、“外国山海经”，是一種源自2025年的超现实主义網路迷因，其特色為以人工智慧生成的荒謬圖像，內容多為帶有偽義大利式名稱的奇特生物。此現象迅速在TikTok與Instagram等社群平台上蔓延，憑藉合成的「義大利口音」旁白、怪誕滑稽的視覺效果，以及毫無邏輯的敘事手法吸引關注。

## 概要
「義大利大腦腐蝕」通常指的是由生成式人工智慧所製作的荒謬影像或影片，其內容多為動物與日常物品、食物或武器的混合體。這些角色通常被賦予義大利化的名字，或使用義大利文化的刻板印象作為元素，並配有AI語音，模擬一名義大利男子的敘述口吻，內容多為無意義或荒謬的語句。這類迷因融合了超現實主義、不安感（即「恐怖谷理论」）與網路反諷元素，反映Z世代在後諷刺語境下的幽默形式。
「Brain rot（大腦腐蝕）」一詞於2024年被牛津辭典評選為年度詞彙，原意指過度接觸「瑣碎且缺乏挑戰性內容」對心理狀態的侵蝕，也可用以形容這類內容本身。網路使用者常以此詞自嘲「意式腦腐」的荒誕本質，同時也反映對網路AI垃圾激增現象的認知。
2025年1月，TikTok用戶@eZburger401發表了一段鯊魚「Tralalero Tralala」穿著NIKE鞋的AI動畫，該帳戶後已刪除。已知最早推廣該迷因角色的帳號為 @noxaasht。該現象於2025年3月廣為流傳。部分品牌也開始仿效這一迷因風格，用於行銷內容。同時亦衍生出一系列高波動性的迷因幣（meme coin）。
2025年5月，印尼製作公司Dee Company表示，有意以「Tung Tung Tung Sahur」這一角色為靈感製作電影。

## 角色

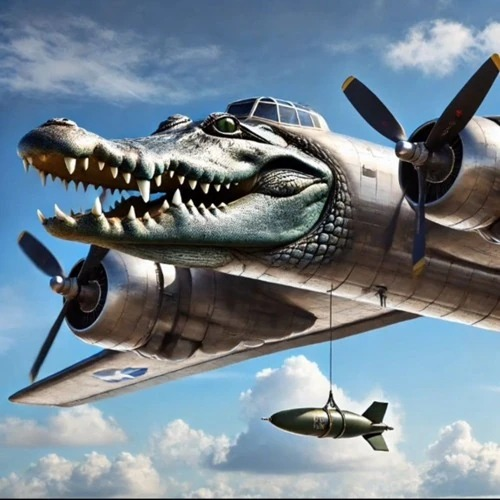
Bombardino Crocodilo，擁有鱷魚的頭部與軍用轟炸機的機身。

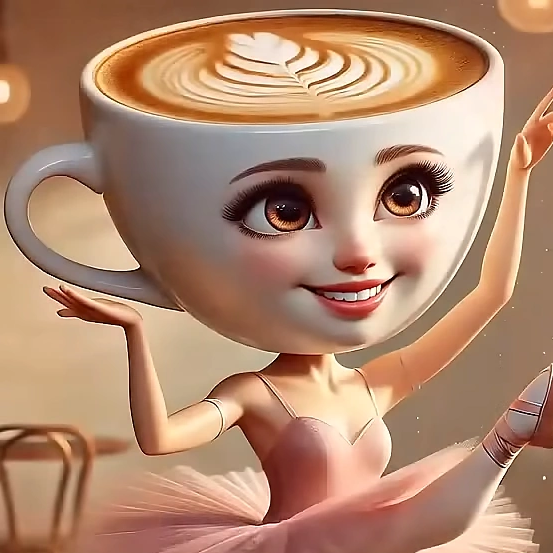
Ballerina Cappuccina，卡布奇諾馬克杯作為她的頭。

該迷因涵蓋多個由人工智慧生成的角色，動物結合類角色如腳穿Nike鞋的鯊魚Tralalero Tralala、結合鱷魚與轰炸机形象的Bombardino Crocodilo ，以及猴子與香蕉融合造型的Chimpanzini Bananini。
而物件擬人角色則包括「Tung Tung Tung Sahur」其外型為擬人化、類似印度棒鈴的木製物體，手持有棒球棍。其名字亦為印尼齋戒月期間打鼓喚醒封齋飯的擬聲詞。此角色由TikTok使用者@noxaasht於2025年2月創作，後來成為獨立流行的迷因。然時常被誤認為「式腦腐」的一部分，「Tung Tung Tung Sahur」其實起源於印尼文化背景。
其他角色還包括頭部為馬克杯的芭蕾舞者「Ballerina Cappuccina」，以及頭戴火影護額、經常與其搭檔出現紙杯造型的卡布奇諾忍者刺客「Cappuccino Assassino」等人。這些角色共同構成一個迷因現象。

## 爭議
角色「Tralalero Tralala」和「Bombardino Crocodilo」曾被指控具有伊斯兰恐惧症傾向。其原始影片配音中有義大利語歌詞被解讀為對「真主」的嘲諷，雖然部分義大利使用者則指出內容為較常見的義大利褻瀆語，並無特定針對性。
此外，其他「腦腐式」迷因音檔亦常含有「bestemmia」，即對「上帝」的褻瀆。其中包括一段名為「Hotspot Bro」的音檔，也包含義大利語的褻瀆內容。該音檔曾被美國民主黨的TikTok官方帳號用於批評埃隆·马斯克的迷因中，此舉亦被義大利媒體報導指出。
「Bombardino Crocodilo」曾因其配音內容涉及描述軍機轟炸加沙兒童及巴勒斯坦地區，而被批評為淡化加沙種族滅絕的嚴重性。

## 参阅
- 大腦腐蝕
- TikTok
- 網路迷因
- 人工智慧藝術
- 廢文

## 外部連結
- 维基共享资源上的相關多媒體資源：義大利大腦腐蝕

https://chatgpt.com/s/m_6865ed3d47148191a5228d8df56f9abb